# Degenia velebitica
La degenia (Degenia velebitica (Degen) Hayek, 1910) è una pianta della famiglia Brassicaceae. È l'unica specie del genere Degenia Hayek.
Questa pianta erbacea a fiore giallo è endemica della catena montuosa delle Alpi Bebie (Velebit) in Croazia ed è diventata il simbolo della regione.
È fra le 45 specie della flora in Europa più a rischio di estinzione.
Si trova raffigurata sulla moneta da 50 lipa della Repubblica croata.